# Adaukt i Feliks
Adaukt i Feliks, również Feliks i Adaukt (zm. ok. 287 lub 303 w Rzymie) – męczennicy w czasach prześladowań chrześcijan pod panowaniem Dioklecjana i Maksymiana, święci Kościoła katolickiego.
Według zapisu papieża Damazego męczenników pochowano na Coemeterium Commodillae przy drodze rzymskiej Via Ostiensis. W 1904 roku odkryto w tym miejscu bazylikę i płytę nagrobną z inskrypcją Damazego. Prawdopodobnie Adaukt i Feliks byli rodzonymi braćmi.

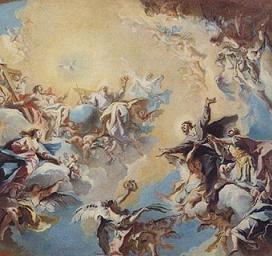
Gloryfikacja św. Feliksa i św. Adaukta (obraz Carlo Carlone).

## Kult w Polsce
Kult męczenników w Polsce datowany jest na XI wiek, kiedy to święto Feliksa i Adaukta wymieniono w trzech kalendarzach polskich pochodzących z tego wieku.
 Na Wzgórzu Wawelskim znajduje się rotunda NMP z X–XI wieku, którą w 1340 roku Kazimierz III Wielki odbudował i poświęcił ku czci Feliksa i Adaukta. Ufundował też altarię ku ich czci.
Również w Golejowie mieści się kościół pod wezwaniem świętych. Z kolei w kościele św. Barbary we Wrocławiu (od 1963 sobór) znajdował się ołtarz z 1447 roku przedstawiający św. Barbarę z Nikomedii w asyście świętych: Feliksa i Adaukta. Obecnie znajduje się w zbiorach Muzeum Narodowego w Warszawie.
Wspomnienie liturgiczne św. Adaukta i św. Feliksa obchodzone jest 30 sierpnia.

### Ikonografia
Adaukt przedstawiany ze św. Feliksem, czasami też w towarzystwie św. Piotra, św. Pawła i św. Szczepana. Jego atrybuty to miecz  informujący o rodzaju śmierci, gorejące serce i palma męczeństwa.
Feliks przedstawiany jest w szatach a epoki w towarzystwie św. Adukta. Atrybuty Adukta to posąg bożka, gorejące serce, księga, miecz, palma męczeństwa, wieniec męczeństwa.